# Xaltzinta
Xaltzinta är en ort i Mexiko.   Den ligger i kommunen Cuetzalan del Progreso och delstaten Puebla, i den sydöstra delen av landet, 190 km öster om huvudstaden Mexico City. Xaltzinta ligger 369 meter över havet och antalet invånare är 481.
Terrängen runt Xaltzinta är varierad. Runt Xaltzinta är det ganska tätbefolkat, med 134 invånare per kvadratkilometer. Närmaste större samhälle är Ciudad de Cuetzalan, 9,7 km väster om Xaltzinta. I omgivningarna runt Xaltzinta växer i huvudsak städsegrön lövskog.